# ムロド・ズフロフ
ムロド・ズフロフ（Murod Zukhurov、1983年2月23日 - ）は、ウズベキスタンの元サッカー選手。現役時代のポジションはゴールキーパー。2009年には、ブニョドコルの選手としてAFCチャンピオンズリーグ2009に出場した。